# Bulbophyllum ankaratranum
Bulbophyllum ankaratranum là một loài phong lan thuộc chi Bulbophyllum.